# 南華寺
南華寺（なんかじ）は、中華人民共和国広東省韶関市曲江区馬壩鎮にある仏教寺院。

## 歴史
南朝梁の天監元年（502年）、天竺僧の智薬三蔵が曹渓より領衆して来り此に道場を建立し、禅宗を修したので、宝林寺と称した。天監3年（504年）、寺院を完工。
隋末の兵火で焼失した。
唐の儀鳳2年（677年）、六祖慧能により再興される。神龍元年（705年）、「中興寺」と改称。景龍2年（708年）、中宗により「法泉寺」の額を賜った。
南漢末の兵火で焼失した。北宋の開宝元年（968年）、太祖は寺院の修復を命じ、「南華禅寺」と名づけました。
元末の兵火で焼失した。
明の万暦28年（1600年）、憨山徳清に再興される。明末に長年修理を怠ったので寺が破損した。
清の康熙7年（1688年）、平南王尚可喜が伽藍を整備した。
1934年、虚雲は寺院を重修した。
1962年に広東省の保護単位となり、2001年に全国重点文物保護単位に指定された。1983年、中華人民共和国国務院は仏寺を漢族地区仏教全国重点寺院に認定した。

## 伽藍
山門、宝林門、天王殿、鐘楼、鼓楼、大雄宝殿、観音殿、蔵経閣、五百羅漢殿、放生池
宝林門は明の嘉靖13年（1534年）に建立された。
鐘楼・鼓楼は元の大徳5年（1301年）に建立された。
天王殿は明の成化10年（1474年）に建立された。天王殿の内部には、弥勒仏、韋駄天、四天王の大きな像を安置する。
五百羅漢殿の内部には、木彫りの五百羅漢が360体り安置され、生きいきした造形で、金色燦然と輝く。中国に現存している唯一の宋代木彫り五百羅漢群像です。現在360体の133体が清代の補刻としています。

## 重要文化財
- 六祖慧能の肉身
- 六祖慧能の千仏袈裟
- 武則天の聖旨
- 宋の五百羅漢の木彫
- 明の四天王の木彫
- 明の『華厳経』
- 清の五百羅漢の瓷瓶